# Priorat St. Josef
Das Priorat St. Josef in Maria Roggendorf/Niederösterreich ist ein selbstständiges Benediktinerkloster im Weinviertel. Es gehört zur Österreichischen Benediktinerkongregation.

## Geschichte
Die Gründungsgeschichte des Priorats ist eng mit einer Gebetsgruppe um den damaligen Wiener Diözesanpriester Hans Groër verbunden, der ab Oktober 1969 mit Gleichgesinnten die Wiederbelebung des Wallfahrtsortes Maria Roggendorf in Form einer monatlich stattfindenden Wallfahrt initiierte. Sie war geprägt von der marianischen Spiritualität des Ludwig Grignon von Montfort und dem Apostolat der Legio Mariae, besonders der Jugendpastoral. Groër, seit 1970 durch den Wiener Erzbischof Franz König zum Wallfahrtsdirektor von Maria Roggendorf ernannt, unterstützte die ab 1972 einsetzende Gründung des Klosters Marienfeld, das unweit der Wallfahrtskirche gegründet wurde und aus den Jugendpräsidien der Legio Mariae starken Zulauf erhielt. Die Absicht, eine benediktinische Mönchsgemeinschaft bei der Wallfahrtskirche zu gründen, fand im Göttweiger Abt Clemens Lashofer einen Befürworter. Am 8. September 1974 nahm er zehn Männer in das Noviziat von Göttweig auf; neun davon Mitglieder der Legio Mariae: fünf junge Erwachsene sowie vier Priester, darunter auch Groër, der jedoch als Regularoblate aufgenommen wurde und erst 1976 das Noviziat begann. Trotz einer Beschlussfassung des Kapitels stieß die Einkleidung und die Gründungsabsicht im Göttweiger Konvent auf heftige Kritik.
Am 27. September 1975 segnete Lashofer das renovierte Pfarrhaus von Roggendorf als „Haus St. Josef / Stift Göttweig“, worauf die Novizen Udo Fischer, Matthias Hofbauer, Josef Mayerhofer und Groër dort einzogen. Seither dient der alte Pfarrhof den Konventualen und Kandidaten als Wohnung. Mit Beschluss des Göttweiger Kapitels vom 8. August 1986 wurde das Haus St. Josef zum Superiorat, dessen Leitung dem vom Abt ernannten Oberen anvertraut wurde; knapp zwei Wochen zuvor erfolgte die Ernennung Groërs zum Erzbischof von Wien.
Am 7. September 1991 stimmte das Göttweiger Kapitel für die Erhebung Maria Roggendorfs zum abhängigen Priorat, wozu acht Mönche als Gründungskonvent entsandt wurden. Von 1995 bis 1996 wird das bestehende Prioratsgebäude renoviert und ausgebaut.
Am 11. Dezember 2005 fasste das Göttweiger Kapitel den Beschluss, ein unabhängiges Priorat zu begründen, das am 11. Dezember 2005 durch Abtpräses Clemens Lashofer kanonisch errichtet wurde. Das Priorat ist damit die jüngste Gründung innerhalb der österreichischen Benediktinerkongregation nach dem 2004 in der Kongregation integrierten Priorat Europakloster Gut Aich am Wolfgangsee.
Zum ersten Prior wurde Michael Fritz gewählt, ab 2017 stand Administrator Josef Haspel dem Kloster vor. Am 9. Dezember 2020 wurde P. Placidus Leeb zum Prior gewählt. Pfarrer ist P. Philippus Reisenberger.
2021 gehören dem Priorat 12 Mönche an, davon 11 mit feierlicher Profeß. Dem Kloster ist auch eine kleine Weltoblatengemeinschaft angeschlossen.

## Wappen
Das Klosterwappen ist geviertelt. Es zeigt unten links das Wappen der Ruckhendorffer, rechts davon das von Göttweig. Oben links ist der heilige Josef mit einer weißen Lilie stilisiert, rechts davon das Gnadenbild von Maria Roggendorf.
Das Adelsgeschlecht der Ruckhendorffer ist indirekter Namensgeber von Roggendorf und mit den Anfängen der historischen Wallfahrt eng verbunden. Das Göttweiger Wappen verweist auf die lange Verbindung Roggendorfs als inkorporierte Pfarre des Stiftes.

## Aufgaben
Neben der Benediktsregel ist das Kloster von der marianischen Grundausrichtung seiner Ursprünge geprägt. Die Mönche setzen die auf ihren Gründer zurückgehende Monatswallfahrt und die geistliche Begleitung im Rahmen der Legion Mariae fort. Sie sind in 21 Pfarren und in verschiedenen Schulen als Seelsorger tätig und betreuen die nahe gelegene Zisterzienserinnenabtei Marienfeld.